# Marcel Augusto Ortolan
Marcel Augusto Ortolan (Mirassol, 12 novembre 1981) è un ex calciatore brasiliano, di ruolo attaccante.

## Palmarès

### Club

#### Competizioni statali
- Campionato Paranaense: 1

Coritiba: 2003
- Campionato paulista: 1

Santos: 2010

#### Competizioni nazionali
- Campionato sudcoreano: 1

Suwon Bluewings: 2004
- Coppa del Brasile: 1

Santos: 2010

### Individuale
- Capocannoniere del Campionato Paranaense: 1

2003 (10 gol)